# Луна-22
«Луна-22» — советская АМС (автоматическая межпланетная станция) серии Е-8 для изучения Луны и космического пространства.

## Хронология
29 мая 1974 года осуществлён пуск ракеты-носителя «Протон-К / Д», которая вывела на траекторию полета к Луне АМС «Луна-22». 30 мая 1974 года была осуществлена коррекция траектории полета станции. 22 июня 1974 года станция «Луна-22» выведена на орбиту вокруг Луны. Параметры орбиты станции составили: наклонение орбиты к плоскости лунного экватора — 19,3°; период обращения — 118 мин.; минимальная высота над поверхностью Луны (в перицентре) — 25 км; максимальная высота над поверхностью Луны (в апоцентре) — 244 км.

## Назначение и конструкция
Станции серии Е-8 ЛС, Луна-19 и Луна-22, были тяжёлыми спутниками Луны, предназначенными для изучения, в первую очередь, лунного гравитационного поля и составления местности масконов. Они были разработаны на базе посадочного устройства, присущего всем станциям серии Е-8 и U-1, а также приборного контейнера, аналогичного по конструкции и размерам основному контейнеру аппаратов «Луноход». Поскольку для выведения на окололунную орбиту требуется меньше топлива, чем для мягкой посадки на Луну, а также поскольку ненужным было шасси, механизм разделения Лунохода - "Герасим" и посадочной ступени, аппарели и многое другое, на Луну-22 было установлено большое количество аккумуляторов, обеспечивающих электропитание во время нахождения на окололунной орбите.
Работа станций Луна-19 и Луна-22 помогла успешно осуществить посадку и забор грунта станциями Луна-20 и Луна-24 в районах со сложным рельефом.